# 魁輝薫秀
魁輝 薫秀（かいき のぶひで、1952年6月12日 - ）は、青森県上北郡七戸町（現役時代は天間林村で、場内放送の出身地紹介では〈村〉を省いてアナウンスされていた）出身で友綱部屋に所属した元大相撲力士。本名は西野 政章（にしの まさあき）。最高位は東関脇（1979年7月場所）。
現役時代の体格は182cm、148kg。得意手は右四つ、寄り、突っ張り。血液型はB型、現役時代の愛称は本名からの由来で「ニシ」。1989年5月から2017年6月まで友綱部屋の師匠を務めたほか、2006年2月から2012年1月までと、2014年3月から2016年3月まで日本相撲協会理事を通算4期務めた。

## 来歴・人物
1965年、中学校在学中に上京し、13歳で友綱部屋に入門、墨田区立両国中学校に転入した。「周りの人は年上ばかりで、この先は無理だろうという感じだった。関取になりたいという気持ちはなく、高望みは捨てました」と新弟子時代の心境を後に語っている。
出世は早くなかったものの、じっくりと力をつけ、1975年11月場所で新入幕。当時の師匠（元小結・巴潟）の停年に間に合った。
入幕からしばらくは相撲が遅く腰の重さに頼っていたため平幕で低迷していたが、三役昇進を掴んだ頃の相撲は見違えるような速攻であり、この相撲ぶりに対して解説の玉の海梅吉はNHK中継で「いいね。魁輝晩成だね」と洒落を兼ねた賛辞を贈った。
1979年5月場所では、初めての三役となる東小結に昇進し、1点勝ち越して自身唯一の三賞となる敢闘賞を受賞している（なお、彼が三賞受賞者に選ばれたことで、同じく三賞候補者であった玉輝山と双津竜は共に生涯唯一の三賞受賞の機会を逸した）。
翌7月場所では、最高位となる東関脇に昇進した。その場所では3勝12敗と大きく負け越したが、横綱・北の湖と大関・旭國から白星を挙げている。全盛期には、北の湖（1979年7月場所、同年11月場所。9月場所では、前頭8枚目に落ちていたことから対戦なし）に連勝した経験も持つ。
その後も、長く幕内で相撲を取ったものの、三役には定着できずに終わった。
1987年3月場所限り、34歳で現役を引退し、年寄・高嶋を襲名。
1989年5月には岳父である先代（元十両・一錦）の停年に伴い友綱部屋を継承し、大関・魁皇、関脇・魁聖、前頭・戦闘竜、同・大刀光、十両・魁道らを育てた。　師匠となることへの戸惑いはあったが、古賀（後の魁皇）を入門させたことが転機となり、後に友綱は「彼をスカウトできたのは自信になったし、指導したいと思った」と語っている。力士らを見る目も口も、指導も厳しいが、げんこつ主流の時代で手を上げたことはほとんどない。「横綱が少しでも聞いてくれれば先々、相撲協会のためになるから」と横綱に面と向かって諭せる姿を持つことで知られた。
部屋では門限は無く、極端な話をすると朝稽古の午前7時半に間に合えばそれまで外で酒を飲んでいても不問に処していた。頑固で一本気な師匠として知られ、ちゃんこは女将と交代でメニューを考え、自ら包丁を握って弟子に調理を指南していた。
部屋継承後に入門した長男の魁将龍（最高位・幕下6枚目）は、祖父、父に続く三代続けての関取を目指したが、果たせず2010年3月場所後に引退した。
日本相撲協会では1990年から14年間勝負審判を務め、2006年の役員改選で理事に選出、相撲教習所長を務めた。2008年の理事長互選では北の湖続投に当初は反対の意向を示していたが候補者を擁立できず断念し、自らも理事職を続投し、警備本部長・監察委員長を兼務した。2010年2月からは、元横綱・千代の富士の九重親方とともに審判部長を務めた（現役最高位が関脇以下の審判部長は、史上初）。2012年の理事選では落選し、元理事としては珍しく役員待遇ではなく委員へ退いた。2014年の理事候補選では再び立候補し、当選して理事返り咲きを果たした。2016年の理事候補選挙には立候補せず（2年以内に停年を迎えるため立候補不可能）役員待遇へ退き、審判部副部長に就任。2017年3月場所までその職を務めた。
2017年6月12日で65歳の誕生日を迎えることに伴い、実際の停年退職日となる前日の6月11日に部屋付きの大島（元・旭天鵬）と名跡を交換し友綱部屋を譲った。停年の際の会見では、「場所が始まってから複雑な感じでした。寂しいというのもありますが、今までの責任が解かれることには、荷が下りた気持ちです」と心情を吐露した。
停年後は再雇用制度を利用して協会参与として相撲協会に残り、年寄・大島として友綱部屋の部屋付き親方として後進の指導に当たった。また、2018年3月の新分掌から、不祥事根絶を目的とした職務である礼儀作法指導係を務めた。2022年2月1日付で友綱（元・旭天鵬）と名跡を再交換し、友綱部屋は大島部屋に名称変更となっている。2022年6月、70歳の誕生日を迎え再雇用の任期を満了したため、日本相撲協会を退職した。

## エピソード
- 四股名「魁輝」は四股名に拘りが無かったため、当時の師匠が考えた候補の中から適当に選んだものである[12]。
- 下戸であるが、魁皇（5回）や旭天鵬（1回）の優勝の際、「これが伝統」（通例では師匠が優勝した弟子に酒を振る舞うのだが、友綱的には逆らしい）ということで、魁皇や旭天鵬からの酒に口をつけている。
- 2010年9月30日の理事会を終えた後、たばこ1万本を買い込んだ。同年10月1日からのたばこ増税前の駆け込み需要かと記者が質問すると「たばこ屋のおばさんがかわいそうなので買った。お金を数えるのも大変そうにしていたから」とその意図するところを語っていた[13]。この影響で弟子の魁聖は喫煙者になったという。
- 飄々とした人柄で、ジョークのセンスがあった。
- 後の幕内力士としてはきわめて異例だが、序ノ口通過に1年もの期間を要している。
- 2010年の朝青龍暴行事件において調査委員会の委員長となり、出国禁止やイベント出演自粛など行動を封じ込めた。反面「報道は大げさ」とマスコミ批判もしている。
- 2014年1月の理事候補選において、同じ伊勢ヶ濱一門の宮城野（横綱・白鵬の師匠）が友綱ではなく伊勢ヶ濱を推したことから、友綱部屋の旭天鵬と魁聖を白鵬の横綱土俵入りの従者（太刀持ち・露払い）に貸し出すことを止めてしまった。白鵬は同年2月1日の元大関・雅山（現・二子山親方）引退相撲の土俵入り前に、従者貸し出し中止を聞かされたという。伊勢ヶ濱一門では、もう一人の横綱である日馬富士の伊勢ヶ濱部屋を除くと幕内力士はザンバラ髪の遠藤だけという状況であった。そのため急きょ一門外の力士である豊ノ島と臥牙丸を従者に採用することとなった[14]。一門に条件のそろった幕内力士がいながら他の一門力士が務めるという事態は異例である。[15]しかし、年が明けた2015年から、旭天鵬、魁聖共に白鵬の露払い・太刀持ちに復帰したことから、宮城野との関係は修復された模様である。
- 2017年1月場所4日目、稀勢の里と松鳳山の取組で6代木村玉治郎は一旦間違えて松鳳山の方へ軍配を上げたが、すぐに「回しうちわ」で稀勢の里の方に軍配を向けた。これに対して物言いが付き、友綱は説明も四苦八苦しながら「行司本人も（間違えて）上げたのは分かって（その後、稀勢の里に）上げ直した。稀勢の里の勝ち」などとアナウンスした。全取組終了後、友綱は「迷ったよ。行司だけの説明をするのも変だし。簡単に『回しうちわ』と言えばいいかもしれないけど、それでお客さんは分かるかなと」と苦笑い。また、回しうちわを黙認し、協議なしに進行させることにも「回しうちわで知らん顔すれば、それで済むんだろうけど、それではお客さんにね」とファンに対しての不親切さを避けたことを強調[16]。
- 2016年3月場所、ダメ押しを連日続ける白鵬に対して静かに「自分はいいかもしれない。でも、子どもたちが学校に行ったときに『あなたのパパは…』となるんだよ。家族や自分以外の人たちに、胸を張れるかい?」と頭ごなしではない形で切り出し、これが功を奏してか翌5月場所以降しばらくは白鵬がダメ押しをする光景が見られなくなった。「せっかくボランティアもする立派な横綱なのに、こういうことをしたら子どもにつらい思いをさせるんじゃないかと思った」と友綱はコメントしている[4]。
- 部屋の師匠としては験を担ぐ方だったようで、預かり弟子の旭日松によると場所中の昼のちゃんこの時間には、鶏料理が必ず出てきたといい、特に、鶏のムネ肉をたっぷりのニンニクとオリーブオイルで炒めたものが絶品とのこと[17]。

## 主な成績・記録
- 通算成績：744勝788敗25休 勝率.486
- 幕内成績：446勝522敗22休 勝率.461
- 現役在位：129場所
- 幕内在位：66場所
- 三役在位：4場所（関脇1場所、小結3場所）[1]
- 三賞：1回
  - 敢闘賞：1回（1979年5月場所）
- 金星：3個（北の湖1個、若乃花1個、隆の里1個）

### 場所別成績
| | 一月場所 初場所（東京） | 三月場所 春場所（大阪） | 五月場所 夏場所（東京）  | 七月場所 名古屋場所（愛知） | 九月場所 秋場所（東京） | 十一月場所 九州場所（福岡） |
| --- | ----------------------- | ----------------------- | ------------------------ | --------------------------- | ----------------------- | --------------------------- |
| 1965年 （昭和40年） | x                       | x                       | x                        | x                           | （前相撲）              | 西序ノ口26枚目 2–2–3        |
| 1966年 （昭和41年） | 東序ノ口17枚目 2–5      | 西序ノ口9枚目 3–4       | 東序ノ口4枚目 3–4        | 東序ノ口2枚目 3–4           | 西序ノ口筆頭 5–2        | 西序二段39枚目 4–3          |
| 1967年 （昭和42年） | 西序二段9枚目 5–2       | 西三段目73枚目 3–4      | 東序二段38枚目 2–5       | 東序二段60枚目 4–3          | 西序二段23枚目 4–3      | 西三段目98枚目 5–2          |
| 1968年 （昭和43年） | 西三段目65枚目 2–5      | 東三段目84枚目 6–1      | 東三段目46枚目 4–3       | 東三段目37枚目 3–4          | 東三段目51枚目 4–3      | 西三段目36枚目 2–5          |
| 1969年 （昭和44年） | 東三段目51枚目 5–2      | 東三段目28枚目 2–5      | 西三段目46枚目 4–3       | 東三段目31枚目 5–2          | 東三段目筆頭 4–3        | 西幕下50枚目 5–2            |
| 1970年 （昭和45年） | 東幕下35枚目 4–3        | 東幕下30枚目 6–1        | 東幕下11枚目 1–6         | 東幕下30枚目 4–3            | 西幕下23枚目 3–4        | 西幕下30枚目 1–6            |
| 1971年 （昭和46年） | 東幕下57枚目 6–1        | 西幕下30枚目 4–3        | 西幕下24枚目 4–3         | 東幕下19枚目 4–3            | 西幕下16枚目 3–4        | 西幕下21枚目 4–3            |
| 1972年 （昭和47年） | 西幕下16枚目 4–3        | 東幕下12枚目 5–2        | 西幕下4枚目 2–5          | 東幕下16枚目 4–3            | 東幕下15枚目 5–2        | 西幕下7枚目 3–4             |
| 1973年 （昭和48年） | 西幕下13枚目 5–2        | 西幕下4枚目 4–3         | 東幕下2枚目 4–3          | 西幕下筆頭 4–3              | 西十両13枚目 9–6        | 西十両10枚目 7–8            |
| 1974年 （昭和49年） | 東十両11枚目 8–7        | 東十両9枚目 8–7         | 東十両6枚目 9–6          | 西十両筆頭 5–10             | 東十両6枚目 7–8         | 東十両9枚目 8–7             |
| 1975年 （昭和50年） | 西十両6枚目 6–9         | 西十両11枚目 8–7        | 東十両10枚目 8–7         | 西十両7枚目 8–7             | 東十両6枚目 10–5        | 東前頭14枚目 5–10           |
| 1976年 （昭和51年） | 東十両4枚目 10–5        | 西前頭14枚目 10–5       | 西前頭4枚目 6–7–2        | 東前頭8枚目 8–7             | 東前頭6枚目 7–8         | 東前頭7枚目 8–7             |
| 1977年 （昭和52年） | 東前頭4枚目 5–10        | 東前頭11枚目 10–5       | 西前頭3枚目 5–10         | 西前頭8枚目 9–6             | 東前頭2枚目 3–12        | 東前頭11枚目 10–5           |
| 1978年 （昭和53年） | 西前頭5枚目 5–10        | 西前頭9枚目 7–8         | 東前頭12枚目 8–7         | 東前頭9枚目 9–6             | 東前頭3枚目 5–10        | 西前頭9枚目 7–8             |
| 1979年 （昭和54年） | 東前頭10枚目 8–7        | 東前頭5枚目 10–5        | 東小結 8–7 敢            | 東関脇 3–12                 | 西前頭8枚目 9–6         | 東前頭3枚目 4–11 ★          |
| 1980年 （昭和55年） | 東前頭11枚目 10–5       | 西前頭筆頭 5–10         | 東前頭5枚目 9–6          | 東小結 5–10                 | 西前頭3枚目 6–9         | 東前頭5枚目 9–6             |
| 1981年 （昭和56年） | 西小結 3–12             | 東前頭6枚目 3–7–5 ★     | 東前頭12枚目 休場 0–0–15 | 東前頭12枚目 7–8            | 西前頭12枚目 8–7        | 東前頭9枚目 8–7             |
| 1982年 （昭和57年） | 東前頭7枚目 5–10        | 東前頭10枚目 8–7        | 東前頭6枚目 8–7          | 東前頭2枚目 5–10            | 西前頭6枚目 8–7         | 西前頭2枚目 7–8             |
| 1983年 （昭和58年） | 東前頭4枚目 5–10        | 西前頭8枚目 5–10        | 西前頭12枚目 8–7         | 東前頭7枚目 7–8             | 西前頭9枚目 8–7         | 西前頭3枚目 4–11            |
| 1984年 （昭和59年） | 西前頭11枚目 8–7        | 東前頭8枚目 5–10        | 西前頭13枚目 9–6         | 東前頭8枚目 8–7             | 東前頭4枚目 7–8 ★       | 東前頭6枚目 7–8             |
| 1985年 （昭和60年） | 西前頭7枚目 7–8         | 西前頭9枚目 7–8         | 東前頭11枚目 7–8         | 東前頭14枚目 8–7            | 東前頭10枚目 8–7        | 東前頭4枚目 5–10            |
| 1986年 （昭和61年） | 西前頭11枚目 9–6        | 東前頭6枚目 6–9         | 西前頭11枚目 7–8         | 東前頭13枚目 8–7            | 東前頭11枚目 7–8        | 西前頭12枚目 3–12           |
| 1987年 （昭和62年） | 東十両5枚目 8–7         | 東十両3枚目 引退 4–11–0 | x                        | x                           | x                       | x                           |
| 各欄の数字は、「勝ち-負け-休場」を示す。 優勝 引退 休場 十両 幕下 三賞：敢=敢闘賞、殊=殊勲賞、技=技能賞 その他：★=金星 番付階級：幕内 - 十両 - 幕下 - 三段目 - 序二段 - 序ノ口 幕内序列：横綱 - 大関 - 関脇 - 小結 - 前頭（「#数字」は各位内の序列） |                         |                         |                          |                             |                         |                             |

## 幕内対戦成績
| 力士名   | 勝数 | 負数  | 力士名   | 勝数 | 負数  | 力士名 | 勝数 | 負数 | 力士名         | 勝数 | 負数 |
| -------- | ---- | ----- | -------- | ---- | ----- | ------ | ---- | ---- | -------------- | ---- | ---- |
| 青葉城   | 12   | 14    | 青葉山   | 5    | 10(1) | 朝潮   | 4    | 4    | 旭國           | 4    | 0    |
| 旭富士   | 2    | 3     | 天ノ山   | 11   | 7     | 荒勢   | 5    | 4    | 板井           | 5    | 7    |
| 岩波     | 6    | 2     | 大潮     | 15   | 6     | 巨砲   | 9    | 7    | 大錦           | 7    | 11   |
| 大ノ国   | 0    | 1     | 大豊     | 6    | 4     | 大鷲   | 3    | 1    | 魁傑           | 0    | 4    |
| 影虎     | 0    | 1     | 北尾     | 1    | 0     | 北瀬海 | 4    | 2    | 北の湖         | 2    | 12   |
| 騏ノ嵐   | 1    | 1     | 霧島     | 3    | 5     | 起利錦 | 1    | 1    | 麒麟児         | 9    | 17   |
| 蔵間     | 11   | 13    | 黒瀬川   | 5    | 8     | 黒姫山 | 7    | 6    | 高望山         | 5    | 8    |
| 港龍     | 1    | 2     | 琴ヶ梅   | 1    | 1     | 琴風   | 1    | 8    | 琴ヶ嶽         | 3    | 3    |
| 琴千歳   | 2    | 1     | 琴乃富士 | 1    | 0     | 琴若   | 2    | 1    | 小錦           | 0    | 1    |
| 小沼     | 0    | 1     | 金剛     | 2    | 1     | 斉須   | 2    | 4    | 蔵玉錦         | 6    | 2    |
| 逆鉾     | 5    | 7     | 佐田の海 | 5    | 12    | 薩洲洋 | 1    | 0    | 嗣子鵬         | 2    | 6    |
| 陣岳     | 2    | 7     | 神幸     | 1    | 1     | 大旺   | 2    | 2    | 大峩           | 2    | 0    |
| 大豪     | 1    | 1     | 大觥     | 1    | 0     | 大受   | 4    | 2    | 太寿山         | 7    | 10   |
| 大徹     | 3    | 6     | 大飛     | 4    | 1     | 大竜川 | 2    | 0    | 隆の里         | 5    | 17   |
| 貴ノ花   | 3    | 11    | 孝乃富士 | 1    | 0     | 隆三杉 | 5    | 8    | 高見山         | 9    | 8    |
| 多賀竜   | 10   | 11    | 谷嵐     | 3    | 2     | 玉輝山 | 7    | 6    | 玉ノ富士       | 1    | 4    |
| 玉龍     | 6    | 4     | 竹葉山   | 0    | 1     | 千代櫻 | 3    | 1    | 千代の富士     | 6    | 9    |
| 寺尾     | 2    | 3     | 出羽の花 | 7    | 10    | 天龍   | 0    | 1    | 闘竜           | 9    | 10   |
| 栃赤城   | 10   | 6     | 栃東     | 3    | 1     | 栃司   | 4    | 3    | 栃剣           | 10   | 4    |
| 栃光     | 10   | 15(1) | 栃纒     | 1    | 1     | 白竜山 | 2    | 0    | 羽黒岩         | 2    | 2    |
| 長谷川   | 1    | 0     | 蜂矢     | 1    | 1     | 花乃湖 | 2    | 4    | 播竜山         | 1    | 8    |
| 飛騨乃花 | 7    | 5     | 福の花   | 1    | 0     | 富士櫻 | 12   | 7    | 藤ノ川         | 3    | 3    |
| 富士光   | 0    | 1     | 二子岳   | 2    | 1     | 双津竜 | 6    | 5    | 鳳凰           | 5    | 10   |
| 北天佑   | 2    | 1     | 保志     | 0    | 3     | 増位山 | 5    | 10   | 舛田山         | 11   | 9    |
| 益荒雄   | 1    | 0     | 三重ノ海 | 2(1) | 6     | 三杉磯 | 6    | 9    | 水戸泉         | 0    | 3    |
| 陸奥嵐   | 0    | 1     | 豊山     | 8    | 5     | 琉王   | 1    | 0    | 若獅子         | 7    | 2    |
| 若嶋津   | 2    | 6     | 若瀬川   | 0    | 2     | 若ノ海 | 3    | 1    | 若乃花(若三杉) | 2    | 12   |
| 若の富士 | 4    | 5     | 輪島     | 1    | 7     | 鷲羽山 | 8    | 5    |                |      |      |

## 改名歴
- 西野 政章（にしの まさあき・1965年11月場所 - 1973年1月場所）
- 西錦 政章（にしにしき - ・1973年3月場所 - 1975年5月場所）
- 魁輝 薫秀（かいき のぶひで・1975年7月場所 - 1987年3月場所）

## 年寄変遷
- 高嶋（1987年3月 - 1989年5月）
- 友綱（1989年5月 - 2017年6月10日）
- 大島（2017年6月11日 - 2022年1月31日）
- 友綱（2022年2月1日 - 2022年6月11日）

## 親族
- 市ノ渡三四四（元十両） 母方の従弟